# Communauté de communes des Cévennes gangeoises et suménoises
La Communauté de communes des Cévennes gangeoises et suménoises est une communauté de communes française, située dans les départements du Gard et de l'Hérault et la région Occitanie.

## Histoire
Elle n'a pris son nom actuel qu'à compter du 1er janvier 2004 avec l'adhésion de 4 communes gardoises appartenant au canton de Sumène.
Son siège est situé à Ganges, la commune la plus peuplée de l'intercommunalité.
Elle a pour compétence l'aménagement de l'espace, le développement économique, l'environnement, le logement, la construction d'équipements culturels, sportifs ou d'établissements d'enseignement pré élémentaire et élémentaire, ainsi que la petite enfance.

## Composition
La communauté de communes est composée des 13 communes suivantes :

| Nom                      | Code Insee | Gentilé            | Superficie (km2) | Population (dernière pop. légale) | Densité (hab./km2) |
| ------------------------ | ---------- | ------------------ | ---------------- | --------------------------------- | ------------------ |
| Ganges (siège)           | 34111      | Gangeois           | 7,16             | 3 854 (2022)                      | 538                |
| Agonès                   | 34005      | Agonésois          | 4,16             | 312 (2022)                        | 75                 |
| Brissac                  | 34042      | Brissagols         | 44,13            | 592 (2022)                        | 13                 |
| Cazilhac                 | 34067      | Cazilhacois        | 11,69            | 1 583 (2022)                      | 135                |
| Gorniès                  | 34115      | Gorniésains        | 29,31            | 107 (2022)                        | 3,7                |
| Laroque                  | 34128      | Laroquois          | 6,63             | 1 670 (2022)                      | 252                |
| Montoulieu               | 34171      | Montoulibains      | 16,1             | 183 (2022)                        | 11                 |
| Moulès-et-Baucels        | 34174      | Moucelois          | 22,78            | 855 (2022)                        | 38                 |
| Saint-Bauzille-de-Putois | 34243      | Saint-Bauzillois   | 18,16            | 1 839 (2022)                      | 101                |
| Saint-Julien-de-la-Nef   | 30272      | Saint-Juliennefois | 8,83             | 145 (2022)                        | 16                 |
| Saint-Martial            | 30283      | Saint-Martialais   | 17,16            | 182 (2022)                        | 11                 |
| Saint-Roman-de-Codières  | 30296      | Saint-Romanois     | 18,43            | 166 (2022)                        | 9                  |
| Sumène                   | 30325      | Suménois           | 36,59            | 1 239 (2022)                      | 34                 |

## Démographie
| 1968   | 1975  | 1982  | 1990  | 1999   | 2006   | 2011   | 2016   | 2022   |
| ------ | ----- | ----- | ----- | ------ | ------ | ------ | ------ | ------ |
| 10 654 | 9 332 | 9 146 | 9 291 | 10 331 | 11 618 | 12 705 | 13 170 | 12 727 |

## Compétences
- Soutien aux actions de MDE
- Collecte des déchets des ménages et déchets assimilés
- Traitement des déchets des ménages et déchets assimilés
- Autres actions environnementales
- Activités sociales
- Création, aménagement, entretien et gestion de zone d'activités industrielle, commerciale, tertiaire, artisanale ou touristique
- Action de développement économique (Soutien des activités industrielles, commerciales ou de l'emploi, Soutien des activités agricoles et forestières...)
- Construction ou aménagement, entretien, gestion d'équipements ou d'établissements culturels, socioculturels, socio-éducatifs
- Établissements scolaires
- Activités péri-scolaires
- Schéma de cohérence territoriale (SCOT)
- Schéma de secteur
- Création et réalisation de zone d'aménagement concertée (ZAC)
- Constitution de réserves foncières
- Création, aménagement, entretien de la voirie
- Tourisme
- Action en faveur du logement des personnes défavorisées par des opérations d'intérêt communautaire
- Opération programmée d'amélioration de l'habitat (OPAH)
- Natura 2000 : animateur du site ZPS FR9112012 "Gorges du Rieutord, Fage, Cagnasses"

## Administration
2020-2026
Président : Michel Fratissier
assisté de 9 vice-présidents :
- Françoise Jutteau, Aménagement du territoire et de la ruralité
- Magali Servier-Canac, Finances
- Lambert Lucas, Développement économique
- Julien Tricou, Tourisme
- Lucas Faidherbe, Développement durable
- Pierre Compan, Collecte et traitement des déchets
- Jean Burdin, Culture
- Bernard Caumon, Logement et travaux
- Gérard Fabrier, Enfance et jeunesse

2014-2020
Le président de la communauté de communes est l'ancien maire et actuel conseiller général (PS) de Ganges, Jacques Rigaud.
Le premier Vice-Président est Pierre Servier (divers droite), ancien maire de Cazilhac (Finances et personnel), les suivants sont: Isabelle Boisson (divers gauche) adjointe au maire de Sumène (Aménagement de l'Espace), Bernard Caumon (divers gauche) adjoint au maire de Ganges (Habitat), Guilhem Chaffiol (divers gauche) maire de Montoulieu (Tourisme), Pierre Chanal (divers droite), maire de Laroque (Déchets ménagers), Michel Issert (divers droite) maire de St Bauzille de Putois, (Développement économique).